# Afranthidium micrurum
Afranthidium micrurum är en biart som först beskrevs av Cockerell 1935.  Afranthidium micrurum ingår i släktet Afranthidium och familjen buksamlarbin. Inga underarter finns listade i Catalogue of Life.